# Rodez Aveyron Football (femenino)
La sección femenina del Rodez Aveyron Football (conocido como Rodez) es un club de fútbol femenino de Francia, con base en la ciudad de Rodez. Fue fundado en 1993. Disputa sus encuentros de local en el Estadio Paul-Lignon, con capacidad para 5.548 espectadores. Actualmente compite en la Division 1 Féminine, la primera categoría del fútbol femenino francés.